# Winnipeg James Armstrong Richardson nemzetközi repülőtér
A Winnipeg James Armstrong Richardson nemzetközi repülőtér (IATA: YWG, ICAO: CYWG) Kanada egyik nemzetközi repülőtere, amely Winnipeg közelében található. Éves utasforgalma 3 031 113 fő (2022).

## Futópályák
A repülőtér futópályái:
- 13/31 (2695 m, 60 m, aszfalt)
- 18/36 (3353 m, 60 m, aszfalt)

## Forgalom
Az utasforgalom az elmúlt években az alábbi módon változott:
| Utasok száma | 2 413 600 | 2 150 581 | 2 254 497 | 2 148 800 | 3 007 800 | 3 030 905 | 3 372 817 | 3 483 898 | 4 484 343 | 4 094 793 |
|              | 1980      | 1985      | 1990      | 1994      | 1999      | 2004      | 2009      | 2013      | 2018      | 2023      |

## Légitársaságok és úticélok
2024-ben a Winnipeg James Armstrong Richardson nemzetközi repülőtérről az alábbi járatok indulnak:
| Légitársaság       | Célállomások | Refs   |
| ------------------ | --- | ------ |
| Air Canada         | Calgary, Montréal–Trudeau, Toronto–Pearson, Vancouver Szezonális: Cancún | [ 2 ]  |
| Air Canada Express | Szezonális: Ottawa | [ 2 ]  |
| Bearskin Airlines  | Red Lake, Sioux Lookout | [ 3 ]  |
| Calm Air           | Churchill, Flin Flon, Gillam, Rankin Inlet, Sanikiluaq, The Pas, Thompson | [ 4 ]  |
| Delta Air Lines    | Minneapolis/St. Paul | [ 5 ]  |
| Delta Connection   | Minneapolis/St. Paul | [ 5 ]  |
| Flair Airlines     | Toronto–Pearson, Vancouver Szezonális: Calgary, Cancún, Edmonton, Kitchener/Waterloo, Las Vegas, Orlando/Sanford | [ 6 ]  |
| Perimeter Aviation | Cross Lake, Deer Lake, Garden Hill, Gods Lake Narrows, Gods River, Lac Brochet, North Spirit Lake, Norway House, Oxford House, Pikangikum, Red Sucker Lake, Sachigo Lake, St. Theresa Point, Sandy Lake, Shamattawa, Sioux Lookout, Thompson, York Landing                                                                 | [ 7 ]  |
| Porter Airlines    | Ottawa (kezdődik 2024. május 16-tól), Toronto–Pearson | [ 9 ]  |
| Sunwing Airlines   | Szezonális: Cancún, Cayo Coco, Mazatlán, Orlando, Puerto Plata, Puerto Vallarta, Punta Cana, San José del Cabo, Varadero | [ 10 ] |
| United Express     | Chicago–O'Hare, Denver (both resume 2024. május 23-tól) | [ 11 ] |
| WestJet            | Atlanta, Calgary, Edmonton, Las Vegas, Los Angeles, Ottawa, Montréal–Trudeau (újrakezdődik 2024. június 3-tól), Toronto–Pearson, Vancouver Szezonális: Cancún, Halifax, Huatulco, Kelowna, Montego Bay, Nashville (kezdődik 2024. szeptember 16-tól), Orlando, Palm Springs, Phoenix–Sky Harbor, Puerto Vallarta, Victoria | [ 13 ] |
| WestJet Encore     | Regina, Saskatoon, Thunder Bay | [ 13 ] |

### Cargo
| Légitársaság          | Célállomások                                                                                                  |
| --------------------- | --- |
| Cargojet Airways      | Calgary, Cincinnati, Edmonton, Hamilton, Iqaluit, Montréal–Mirabel, Regina, Saskatoon, Thunder Bay, Vancouver |
| DHL Aviation          | Cincinnati, Milwaukee                                                                                         |
| FedEx                 | Calgary, Edmonton, Indianapolis, Memphis, Thunder Bay, Toronto–Pearson, Vancouver                             |
| FedEx Feeder          | Fargo |
| SkyLink Express       | Regina, Saskatoon                                                                                             |
| United Parcel Service | Fargo, Louisville, Minneapolis/St. Paul                                                                       |